# Rebeca Wild
Rebeca Wild (* 1939 in Berlin; † 2015 in Tumbaco) war eine deutsche Pädagogin und Autorin in Ecuador.

## Leben und Wirken
Rebeca Wild lebte seit 1961 in Ecuador mit ihrem Mann Mauricio Wild. Beide arbeiteten zunächst als Leiter einer Plantage, dann als Angestellte einer Import-Export-Firma in der Hafenstadt Guayaquil. Von 1965 bis 1970 studierte sie Sozialwissenschaften in New York und Puerto Rico und kehrte dann nach Ecuador zurück, um ein landwirtschaftliches Entwicklungsprojekt in den Anden zu leiten.
1980 eröffneten Rebeca Wild und ihr Ehemann Mauricio Wild eine Grundschule und 1986 eine Sekundarschule in Quito/Ecuador. Sie begründeten die nichtdirektive Erziehung. 1989 wurde die sogenannte Lernumgebung Pesta als Experimental-Schule für Ecuador anerkannt. Seit 1989 durfte die Einrichtung einen Sekundarschulabschluss vergeben, der dem deutschen Realschulabschluss entspricht. Für die Abiturprüfung als Externe konnten die Jugendlichen im Pesta weiterlernen; viele haben das Abitur nach entsprechender Vorbereitung danach in staatlichen oder privaten Kursen geschafft. Ihre Arbeit und die diese beschreibenden Bücher waren Motivation für etliche Alternativschulen, die sich zumeist „Aktive Schulen“ nennen.
Das Konzept war angelehnt an die Pädagogik von Maria Montessori und das Entwicklungsmodell von Jean Piaget. In ihrer Schule haben sie die vorbereitete Umgebung, wie sie von der Montessoripädagogik vorgeschlagen und entwickelt worden ist, um Räume erweitert, in denen die Kinder und Jugendlichen ihren Bedürfnissen nach freier Bewegung, nach konkreten Erfahrungen mit unstrukturierten Materialien oder nach Gesprächen untereinander nachgehen können. Nachdem 2010 das Pesta schloss, war Rebeca Wild am Aufbau des León Dormido (=schlafender Löwe), einem Gemeinschaftsprojekt in der Nähe von Quito für Leben, Lernen und Wirtschaften im Dienst des Lebens beteiligt. Die theoretische Reflexion ihrer Arbeit stützt sich auf Erkenntnisse des chilenischen Biologen Humberto Maturana.

## Schriften (Auswahl)
- Erziehung zum Sein. Erfahrungsbericht einer aktiven Schule. Arbor-Verlag, Freiamt 1986, ISBN 3-924195-03-X.
- Sein zum Erziehen. Mit Kindern leben lernen. Arbor-Verlag, Freiamt 1991, ISBN 3-924195-08-0.
- Kinder im Pesta. Erfahrungen auf dem Weg zu einer vorbereiteten Umgebung für Kinder. Arbor-Verlag, Freiamt 1993, ISBN 3-924195-10-2.
- Freiheit und Grenzen – Liebe und Respekt. Was Kinder von uns brauchen. Mit Kindern wachsen Verlag, Freiamt 1998, ISBN 3-933020-03-4.
- Kinder wissen, was sie brauchen; Herder, Freiburg (Breisgau) 1998, ISBN 3-451-04605-9.
- Lebensqualität für Kinder und andere Menschen. Erziehung und der Respekt für das innere Wachstum von Kindern und Jugendlichen; Beltz, Weinheim u. a. 2001, ISBN 3-407-22092-8.
- Genügend gute Eltern. Erwachsene und Jugendliche im Dialog über Lebensprozesse, Schule und Fremdbestimmung; Beltz, Weinheim 2006, ISBN 3-407-22878-3.
- Raising Curious, Creative, Confident Kids. The Pestalozzi Experiment in Child-Based Education; Shambhala, Boston MA 2000, ISBN 1-57062-455-0.